# 3537 Jurgen
Jurgen (asteróide 3537) é um asteróide da cintura principal, a 2,1876787 UA. Possui uma excentricidade de 0,1549604 e um período orbital de 1 521,42 dias (4,17 anos).
Jurgen tem uma velocidade orbital média de 18,51141021 km/s e uma inclinação de 15,17542º.
Este asteróide foi descoberto em 15 de Novembro de 1982 por Edward Bowell.